# Нептунус (линейный корабль, 1813)
«Непту́нус» — 74-пушечный парусный линейный корабль Балтийского флота Российской империи. Был заложен 22 декабря 1811 год (3 января 1812 год)а в Санкт-Петербургском Главном адмиралтействе, спущен на воду 6 (18) июня 1813 года. Относился к типу «Трёх Святителей».

## История службы
Летом 1814 года корабль ходил в крейсерство в Балтийском море. В августе 1814 с эскадрой вице-адмирала Романа Васильевича Кроуна доставил русские войска из Любека, где они находились после окончания войны с Францией, в Кронштадт.
Осенью 1817 года «Нептунус» с эскадрой контр-адмирала А. В. Моллера вышел из Ревеля в Кадис и в 1818 году вместе с фрегатом «Меркурий» и кораблями «Трёх Святителей», Любек, Норд-Адлер и Дрезден был продан Испании согласно Мадридскому договору. Экипаж корабля вернулся в Россию на транспортных судах. В испанском флоте носил название «Fernando VII». Сломан в 1823 году.
Командирами корабля служил B. C. Кологривов.